# Liste der denkmalgeschützten Objekte in Aflenz
Die Liste der denkmalgeschützten Objekte in Aflenz enthält die 22 denkmalgeschützten, unbeweglichen Objekte der österreichischen Gemeinde Aflenz im steirischen Bezirk Bruck-Mürzzuschlag.

## Denkmäler
| Foto |                 | Denkmal                                                                                       | Standort                                         | Beschreibung | Metadaten |
| ---- | --------------- | --------------------------------------------------------------------------------------------- | ------------------------------------------------ | --- | --- |
| ja   | Datei hochladen | Wegkapelle, Petruskreuz HERIS-ID: 87271 Objekt-ID: 101665                                     | Aflenz Kurort Standort KG: Aflenz Kurort         | Die Kapelle datiert vom Anfang des 18. Jahrhunderts, schönes Schmiedeeisengitter und Petrusstatue. | BDA-Hist.: Q37719240 Status: § 2a Stand der BDA-Liste: 2025-06-30 Name: Wegkapelle, Petruskreuz GstNr.: 448                                                                            |
| ja   | Datei hochladen | Propstei- und Pfarrhofgebäude HERIS-ID: 36836 Objekt-ID: 35858                                | Aflenz Kurort 1 Standort KG: Aflenz Kurort       | Zweigeschoßiger Vierflügelbau, davon der Nordflügel spätgotisch mit einem Treppengiebel, der Osttrakt wurde um 1660 von Domenico Sciassia als Präfektur umgebaut und die übrigen Trakte nach seinem Tod durch Blasius Ruess vollendet. Das Tor ist mit der Jahreszahl 1693 datiert. Mit der Kirche durch einen – ebenfalls im gotischen Stil – errichteten Verbindungsgang verbunden. Im Südtrakt befindet sich ein Arkadenhof. An der Westfront eine gotische Tierskulptur (vermutlich ein Panther) auf einem Menschenkopf, wohl um 1500. Rundbogiges gotisches Portal. Im ersten Obergeschoß des Westtraktes befindet sich das ehemalige Refektorium mit einer mit 1747 datierten Stuckdecke und einem eisernen Kastenofen mit dem Wappen von Abt Eugen Inzaghi. Der Festsaal zeigt zierlichen Rokokostuck um 1770 mit dem Wappen von Abt Berthold Sternegger, grünglasierter Ofen aus der gleichen Zeit. Der Ofen im Vorraum stammt aus der Zeit nach 1800. 1960–1962 restauriert. Seit 1960 ist in diesem Gebäude auch das Heimatmuseum untergebracht. | BDA-Hist.: Q37972259 Status: Bescheid Stand der BDA-Liste: 2025-06-30 Name: Propstei- und Pfarrhofgebäude GstNr.: .2/1, .2/3 Propstei, Aflenz Kurort                                   |
| ja   | Datei hochladen | Bräuhaus HERIS-ID: 36837 Objekt-ID: 35859                                                     | Aflenz Kurort 2 Standort KG: Aflenz Kurort       | Das vielachsige Eckhaus weist einen markanten Eckerker auf von Säulen gestützten Konsolen, ein rundbogiges Quaderportal und steingerahmte Fenster auf. Den Hof umläuft im Obergeschoß ein Arkadengang aus der zweiten Hälfte des 16. Jahrhunderts. | BDA-Hist.: Q37972269 Status: Bescheid Stand der BDA-Liste: 2025-06-30 Name: Bräuhaus GstNr.: .10                                                                                       |
| ja   | Datei hochladen | Brunnen HERIS-ID: 107319 Objekt-ID: 124636                                                    | bei Aflenz Kurort 9 Standort KG: Aflenz Kurort   | | BDA-Hist.: Q37809757 Status: § 2a Stand der BDA-Liste: 2025-06-30 Name: Brunnen GstNr.: 500/5                                                                                          |
| ja   | Datei hochladen | Hotel Aflenzerhof/Haagerhaus/Topplerhaus HERIS-ID: 87329 Objekt-ID: 101726seit 2014           | Aflenz Kurort 15 Standort KG: Aflenz Kurort      | | BDA-Hist.: Q37719565 Status: § 57-Mandatsbescheid Stand der BDA-Liste: 2025-06-30 Name: Hotel Aflenzerhof/Haagerhaus/Topplerhaus GstNr.: 81/2                                          |
| ja   | Datei hochladen | Ehem. Bürgerspital HERIS-ID: 87322 Objekt-ID: 101718                                          | Aflenz Kurort 33 Standort KG: Aflenz Kurort      | Im Obergeschoß des zweigeschoßigen Hauses mit hohem Satteldach befinden sich Nischenstatuen der Heiligen Joachim und Anna vom Ende des 17. Jahrhunderts. | BDA-Hist.: Q37719490 Status: § 2a Stand der BDA-Liste: 2025-06-30 Name: Ehem. Bürgerspital GstNr.: .46                                                                                 |
| ja   | Datei hochladen | Chirurgenhaus HERIS-ID: 36839 Objekt-ID: 35861                                                | Aflenz Kurort 46 Standort KG: Aflenz Kurort      | Das Gebäude stammt im Kern aus dem 17. Jahrhundert (bezeichnet: 1613); die Biedermeierfassade wurde 1828 geschaffen. | BDA-Hist.: Q37972278 Status: Bescheid Stand der BDA-Liste: 2025-06-30 Name: Chirurgenhaus GstNr.: .61/1                                                                                |
| ja   | Datei hochladen | Ehem. Amtshaus, Altes Rathaus HERIS-ID: 87251seit 2023                                        | Aflenz Kurort 50 Standort KG: Aflenz Kurort      | 1494 erstmals urkundlich erwähntes Gebäude. Ab dem 17. Jahrhundert Rathaus, bis 1992 Gemeindeamt. | BDA-Hist.: Q119231420 Status: Bescheid Stand der BDA-Liste: 2025-06-30 Name: Ehem. Amtshaus, Altes Rathaus GstNr.: .64/2 Altes Rathaus, Aflenz                                         |
| ja   | Datei hochladen | Bauernhaus, Gasthaus, Pierergut HERIS-ID: 87270 Objekt-ID: 101664                             | Aflenz Kurort 63 Standort KG: Aflenz Kurort      | Das Gut wurde 1390 erstmals urkundlich erwähnt. Der historische Hof ruht auf einem Hang oberhalb des Ortes Aflenz. | BDA-Hist.: Q37719217 Status: § 2a Stand der BDA-Liste: 2025-06-30 Name: Bauernhaus, Gasthaus, Pierergut GstNr.: .207 Pierergut, Aflenz Kurort                                          |
| ja   | Datei hochladen | Ehem. Forsthaus HERIS-ID: 87300 Objekt-ID: 101695                                             | Aflenz Kurort 65 Standort KG: Aflenz Kurort      | | BDA-Hist.: Q37719363 Status: § 2a Stand der BDA-Liste: 2025-06-30 Name: Ehem. Forsthaus GstNr.: .3/2                                                                                   |
| ja   | Datei hochladen | Jägerhaus HERIS-ID: 87302 Objekt-ID: 101697                                                   | Aflenz Kurort 66 Standort KG: Aflenz Kurort      | | BDA-Hist.: Q37719388 Status: § 2a Stand der BDA-Liste: 2025-06-30 Name: Jägerhaus GstNr.: .2/2                                                                                         |
| ja   | Datei hochladen | Volksschule HERIS-ID: 87266 Objekt-ID: 101660                                                 | Aflenz Kurort 82 Standort KG: Aflenz Kurort      | Die Volksschule wurde 1894 erbaut und erhielt 1909 einen Zubau. | BDA-Hist.: Q37719145 Status: § 2a Stand der BDA-Liste: 2025-06-30 Name: Volksschule GstNr.: .157/2                                                                                     |
| ja   | Datei hochladen | Kath. Pfarrkirche hl. Petrus mit Kirchhof und Kriegerdenkmal HERIS-ID: 50953 Objekt-ID: 56482 | Aflenz Kurort 290 Standort KG: Aflenz Kurort     | Das Sakralgebäude wurde im Stil einer gotischen Saalkirche erbaut (pfeilerloser Innenraum). Die Innenausstattung stammt aus der Zeit des Spätbarock und des Rokoko. | BDA-Hist.: Q23680684 Status: § 2a Stand der BDA-Liste: 2025-06-30 Name: Kath. Pfarrkirche hl. Petrus mit Kirchhof und Kriegerdenkmal GstNr.: .5/1, 100 Parish church St. Peter, Aflenz |
| ja   | Datei hochladen | Neuer Friedhof, Totenkammer und Friedhofskreuz HERIS-ID: 107332 Objekt-ID: 124649             | südlich Aflenz Kurort Standort KG: Aflenz Kurort | | BDA-Hist.: Q37809793 Status: § 2a Stand der BDA-Liste: 2025-06-30 Name: Neuer Friedhof, Totenkammer und Friedhofskreuz GstNr.: 229/4                                                   |
| ja   | Datei hochladen | Musikpavillon und Wetterhäuschen im Kurpark HERIS-ID: 107331 Objekt-ID: 124648                | Kurpark Standort KG: Aflenz Kurort               | Das Wetterhäuschen wurde 1912 erbaut. | BDA-Hist.: Q37809783 Status: § 2a Stand der BDA-Liste: 2025-06-30 Name: Musikpavillon und Wetterhäuschen im Kurpark GstNr.: 385/1 Musikpavillon und Wetterstation Kurpark Aflenz       |
| ja   | Datei hochladen | Pertlkreuz/Immaculata-Gruppe HERIS-ID: 87267 Objekt-ID: 101661                                | Standort KG: Aflenz Kurort                       | Die steinerne Immaculata-Gruppe stammt aus der Zeit von 1730 bis 1740 und wird Johann Matthias Leitner zugeschrieben. Die 1971 restaurierte Gruppe steht unter einem offenen Holzdach. | BDA-Hist.: Q37719170 Status: § 2a Stand der BDA-Liste: 2025-06-30 Name: Pertlkreuz/Immaculata-Gruppe GstNr.: 500/1                                                                     |
| ja   | Datei hochladen | Karner HERIS-ID: 50952 Objekt-ID: 56481                                                       | Standort KG: Aflenz Kurort                       | Der spätgotische Karner (1517 geweiht) ist ein achteckiger Bau auf romanischem Fundament und wurde 1963 restauriert. Das achtteilige Sternrippengewölbe ruht auf kurzen Dienstansätzen, davon drei mit Wappenschildern: Abtei St. Lambrecht sowie die Äbte Johann Sachs (1478–1518) und Valentin Pierer (1518–1541). Nach außen Öffnung über ein Rundbogenportal und drei zweibahnige Maßwerkfenster. Die barocke Kuppelhaube trägt eine Laterne. Der Michaelsaltar stammt aus dem 3. Viertel des 17. Jahrhunderts. Das Untergeschoß hat ein gotisches Gewölbe und dient als Aufbahrungshalle. | BDA-Hist.: Q38042834 Status: § 2a Stand der BDA-Liste: 2025-06-30 Name: Karner GstNr.: .6 Ossuary in Aflenz                                                                            |
| ja   | Datei hochladen | Ortskapelle Döllach mit Ausstattung HERIS-ID: 87560 Objekt-ID: 101979                         | Döllach Standort KG: Döllach                     | | BDA-Hist.: Q37720364 Status: § 2a Stand der BDA-Liste: 2025-06-30 Name: Ortskapelle Döllach mit Ausstattung GstNr.: 485 Ortskapelle Döllach                                            |
| ja   | Datei hochladen | Bildstock HERIS-ID: 87561 Objekt-ID: 101980                                                   | bei Döllach 11 Standort KG: Döllach              | | BDA-Hist.: Q37720384 Status: § 2a Stand der BDA-Liste: 2025-06-30 Name: Bildstock GstNr.: 484 Bildstock Döllach 11, Aflenz                                                             |
| ja   | Datei hochladen | Bildstock HERIS-ID: 87567 Objekt-ID: 101987                                                   | bei Graßnitz 29 Standort KG: Grassnitz           | | BDA-Hist.: Q37720434 Status: § 2a Stand der BDA-Liste: 2025-06-30 Name: Bildstock GstNr.: 1227                                                                                         |
| ja   | Datei hochladen | Figurenbildstock hl. Josef mit Kind HERIS-ID: 87565 Objekt-ID: 101984                         | bei Jauring 48 Standort KG: Jauring              | Die überlebensgroße Steinstatue unter einem Baldachindach stammt aus dem 2. Viertel des 18. Jahrhunderts. | BDA-Hist.: Q37720407 Status: § 2a Stand der BDA-Liste: 2025-06-30 Name: Figurenbildstock hl. Josef mit Kind GstNr.: 1037                                                               |
| ja   | Datei hochladen | Kreuzweg zur Kalvarienbergkapelle HERIS-ID: 107344 Objekt-ID: 124661                          | Standort KG: Jauring                             | Die barocke Kalvarienbergkapelle, auch Tutschacherkreuz genannt, hat einen Halbkreisschluss und eine barocke Haube. Die Schmiedeeisengitter stammen aus dem 2. Viertel des 18. Jahrhunderts, im Inneren eine barocke Kreuzgruppe. Auf dem Weg zur Kapelle stehen gemauerte Bildstöcke. | BDA-Hist.: Q37809809 Status: § 2a Stand der BDA-Liste: 2025-06-30 Name: Kreuzweg zur Kalvarienbergkapelle GstNr.: 1233, 1111, 1159                                                     |